# Partido judicial de San Roque
El Partido judicial de San Roque es uno de los 85 partidos judiciales en los que se divide la comunidad autónoma de Andalucía y creado por Real Decreto en 1983. Comprende a las localidades campogibraltareñas de San Roque, Jimena de la Frontera, Castellar de la Frontera y San Martín del Tesorillo con una población total de 43 258 habitantes. La cabeza de partido y por tanto sede de las instituciones judiciales es San Roque. La dirección del partido se sitúa en la calle Batallón Cazadores de Tarifa de la ciudad. San Roque cuenta con un juzgado de Primera Instancia e Instrucción.

## Circunscripción electoral
El partido judicial de San Roque es una circunscripción para las elecciones a la Diputación provincial de Cádiz, que elige a tres diputados y comprende los municipios de San Roque, Jimena de la Frontera, Castellar de la Frontera, San Martín del Tesorillo y La Línea de la Concepción, municipio que, a efectos electorales, sigue perteneciendo al partido de San Roque, puesto que creó su partido judicial después de la promulgación de la ley electoral de 1985.
Este partido judicial elige a tres diputados provinciales. Actualmente estos son Juan Carlos Ruiz Boix (PSOE-Alcalde de San Roque), Carlos Mescua (PP-San Roque) y Jesús Solís (PSOE-Jimena de la Frontera).
Su ámbito territorial comprende los municipios de:
- Castellar de la Frontera
- Jimena de la Frontera
- San Roque